# Překližka

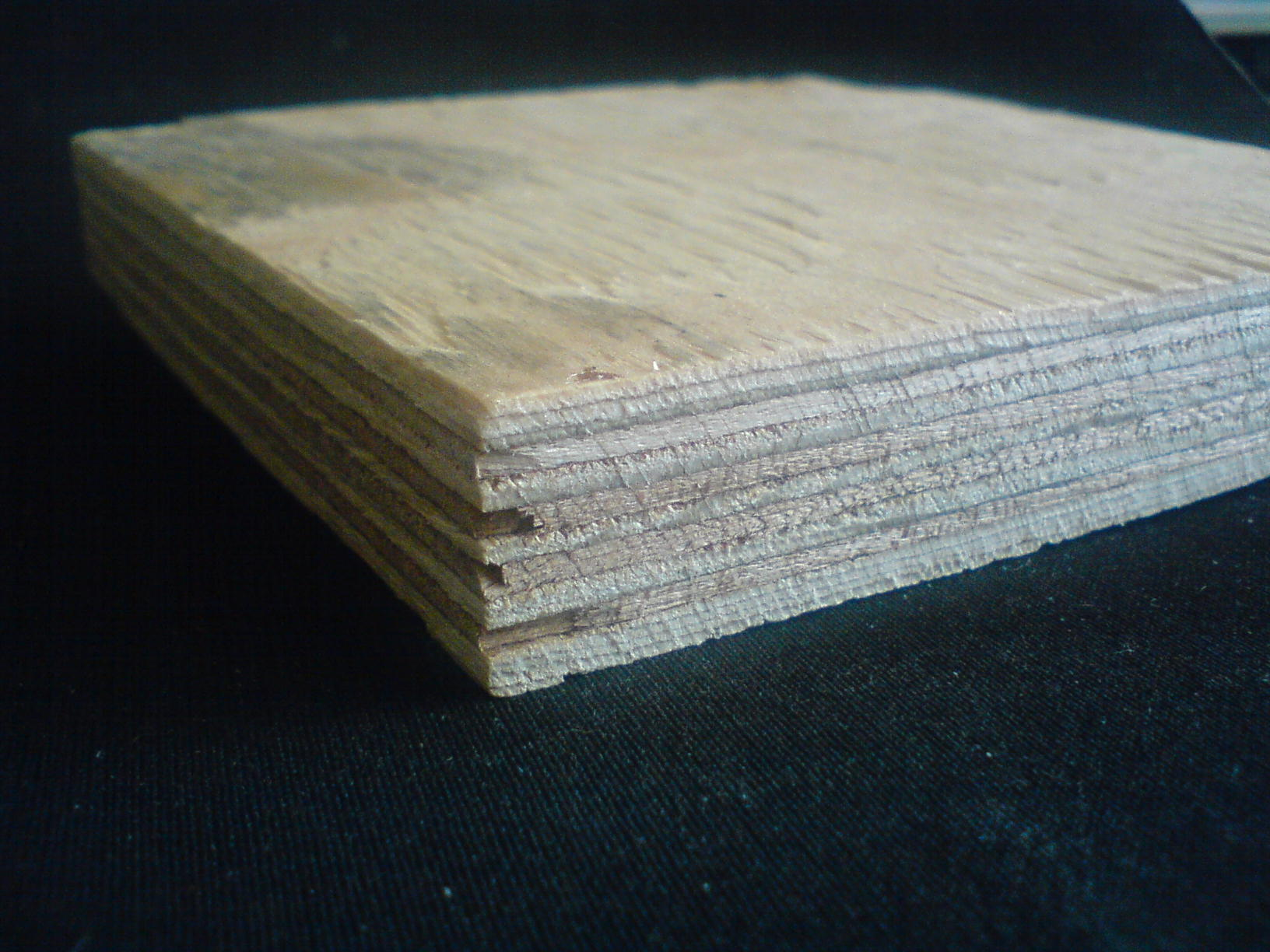
Překližka bez povrchové (okrasné) úpravy

Překližky (PDP = překližovaná deska překližka) jsou kompozitní desky vyrobené ze tří nebo více vrstev loupaných nebo krájených dýh. Jednotlivé dýhy jsou na sebe lepeny křížem. Počet dýh je většinou lichý, ale může být sudý, když se dají dvě podélné nebo příční dýhy (vložky) na sebe. Tloušťka dýh se v desce může měnit, ale vždy musí být tloušťky souměrné od středové dýhy. Někdy se pro zvětšení pevnosti do středu překližky vkládá kovová vložka. Během druhé světové války se překližky využívalo jako náhradního materiálu za strategické suroviny, např. pro části letounů.

## Vlastnosti
Oproti rostlému dřevu mají lepší rozměrovou a tvarovou stálost. Lze je zpracovávat běžnými dřevoobráběcími nástroji a stroji jako masivní dřevo. Jsou vyráběny jako velkoplošné desky o rozměrech 1,2 m × 2,4 m. V nábytkářském průmyslu se používají na velké rovné plochy, jako např. výplně a opláštění rámů, záda skříní a dna zásuvek. Používají se také tvarové překližky například na sedáky u židlí.

## Rozdělení překližek (PDP)

### Truhlářské překližky
- s kvalitním povrchem,
- vyrábí se jako několikavrstvé v tl. 4–22 mm
  - třívrstvé 4–6 mm
  - pětivrstvé 6–12 mm
  - vícevrstvé nad 9 mm
- lepí se lepidly D2
- použití zejména v nábytkářském průmyslu

### Vodovzdorné překližky

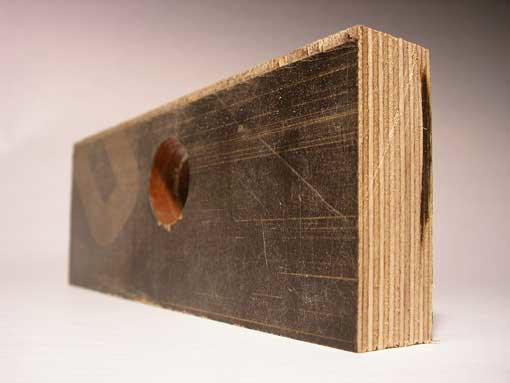
Multiplex

- lze je rozpoznat podle hnědé lepené spáry mezi dýhami (PF, MF lepidlo, D3, D4)
- povrch PDP je často foliovaný PF pryskyřicí, mohou být opatřeny i protiskluzovým povrchem
- pod vrchní dýhy se někdy vkládají i hliníkové fólie
- používají se tam, kde se vyžaduje odolnost proti vlhkosti např. pro bednění, vozíky, návěsy, schody, atp.
- vyrábí se v tloušťkách 4–18 mm pro obaly, pro jiné účely i v tl. 12–25 mm

### Multiplex
- celobuková PDP, skládá se z mnoha vrstev
- má vynikající pevnostní vlastnosti, bývají i vodovzdorné
- používají se pro výrobu schodišťových stupňů, pracovní desky, rámy postelí i venkovní dveře, atd.
- vyrábí se v tloušťkách 12–50 mm

### Tvary a použití
- rovné
  - truhlářské, které jsou určeny pro vnitřní použití, převážně pro výrobu nábytku, nebo vnitřní dveře.
  - obalové, které mají větší rozsah vzhledových vad, u některých se požaduje vodovzdornost, nebo zdravotní nezávadnost; mohou být upraveny plastovými, nebo hliníkovými fóliemi
  - stavební jako vícevrstvé, lepené vodovzdornými lepidly, upravují se fenolickými, nebo hliníkovými fóliemi
  - letecké, které se vyrábějí od tl. 1 mm, z vysoce jakostní mikrodýhy lepené vodovzdornými lepidly

- tvarové překližky jsou účelově vyráběné o požadovaných rozměrech; nejčastější využití je pro výrobu sedacího nábytku, nebo obkladových dílců

### Provedení vrchních ploch
- okrasné
- s potiskem
- lakované
- dokončené syntetickými pryskyřicemi
- s nalisovanou textilií